# Cleavant Derricks
Cleavant Derricks, jr. (* 15. Mai 1953 in Knoxville, Tennessee) ist ein US-amerikanischer Schauspieler und Sänger, der in Deutschland vor allem durch die Rolle des Rembrandt Brown in der Fernsehserie Sliders bekannt geworden ist.

## Leben
Der schwarze Darsteller mit komödiantischem Talent spielte zunächst in vielen Theaterstücken und Musicals mit. Einige davon sind in Jesus Christ Superstar und Dreamgirls, wofür er 1982 den Tony Award erhielt. 1986 wurde er ein weiteres Mal für den Tony Award, als bester Schauspieler (im Musical) für Big Deal, nominiert.
Seit 1978 trat er in verschiedenen Fernseh- und Kinofilmen auf. So zum Beispiel in The Bronx mit Paul Newman oder in Die Frau des Profis mit Hal Ashby. Im Fernsehen war er in verschiedenen kurzlebigen Serien wie Good Sports (1991), Woops! (1992) und Something Wilder (1995) zu sehen, von denen es keine ins deutsche Fernsehen schaffte.
Einen größeren Erfolg konnte er mit der Rolle des Soulsängers Rembrandt Lee Brown alias Crying Man in der SF-Serie Sliders – Das Tor in eine fremde Dimension verbuchen. Obwohl er im Pilotfilm eher zufällig in die Handlung hineinschlitterte, ist er nach verschiedenen Umbesetzungen als einziger vom ursprünglichen Sliders-Team übriggeblieben. In mehreren Folgen wurde er von seinem Bruder Clinton Derricks-Carroll gedoubelt. Nach längerer Zeit war Derricks in Wes Cravens Carnival of Souls (1998) wieder einmal im Kino zu sehen. Cleavant lebt momentan in Agoura Hills, Kalifornien und ist verheiratet mit Portia Derricks, welche das Buch So You Want To Be In Showbusiness! schrieb. Sein Vater, Cleavant Derricks, war Pastor und ein Liedermacher für über 300 Gospel-Songs.

## Filmografie (Auswahl)

### Spielfilme
- 1979: When Hell Freezes Over, I’ll Skate
- 1981: The Bronx (Fort Apache – The Bronx)
- 1982: Ambush Mörder (The Ambush Murders)
- 1984: Moskau in New York (Moscow on the Hudson)
- 1985: Die Frau des Profis (The Slugger's Wife)
- 1986: Off Beat – Laßt die Bullen tanzen (Off Beat)
- 1998: Carnival of Souls
- 2001: World Traveler
- 2006: Basilisk – Der Schlangenkönig (Basilisk: The Serpent King) (Fernsehfilm)
- 2011: Volcano 2 – Feuerinferno in Miami (Miami Magma, Fernsehfilm)

### Fernsehserien
- 1985: Miami Vice (Fernsehserie)
- 1987: Spenser (Spenser: For Hire)
- 1987: Das Model und der Schnüffler (Moonlighting)
- 1987: CBS Summer Playhouse
- 1989: Roseanne
- 1991–1992: Drexell’s Class
- 1991: L.A. Law – Staranwälte, Tricks, Prozesse (L.A. Law)
- 1991: Sibs
- 1992: Woops!
- 1993: Thea
- 1994: Something Wilder
- 1999: Ein Hauch von Himmel (Touched By An Angel)
- 1995–2000: Sliders – Das Tor in eine fremde Dimension (Sliders)
- 2000: Charmed – Zauberhafte Hexen (Charmed)
- 2001: Practice – Die Anwälte (The Practice)
- 2007: The Wedding Bells
- 2007: Cold Case – Kein Opfer ist je vergessen (Cold Case)

## Musicals (Auswahl)
- 1971: Jesus Christ Superstar
- 1982: Dreamgirls
- 2002: The Full Monty
- 2003: Like Jazz
- 2004−: Brooklyn the Musical als Straßensänger

## Musik

### Beginnings
Am 4. Dezember 1999 veröffentlichte Cleavant Derricks ein CD mit neun Songs. Das Album trägt den Titel Beginnings. Folgende Lieder sind enthalten:
1. Crusin’ L.A.
2. Better Get Off of Me
3. Incident in a Pleasant Grove
4. A Matter of Time
5. Standing in the Need of Love
6. Missing You
7. Pain in the Walls
8. Remmy’s Slide
9. She Was the One

### Sliders
Im Rahmen der Fernsehserie Sliders – Das Tor in eine fremde Dimension sang Cleavant Derricks die nachfolgenden Songs. Diese wurden nie auf CD veröffentlicht und wurden nur in der Serie ansatzweise gesungen. Einzig Cry Like a Man wurde extra in voller Länge auf seiner Homepage zum Download bereitgestellt. In Klammern wird die Sliders-Episode angegeben, in der man das Lied hören kann:
1. Cry Like a Man (Pilotfilm)
2. Star-Spangled Banner (Pilotfilm)
3. Amazing Grace (Pilotfilm)
4. Sugar Pie – I Can’t Help Myself (Das Ende der Welt)
5. Tears on My Pillow (Der Spitzenkandidat)
6. Smoke Gets in Your Eyes (Der Spitzenkandidat)
7. Purple Hawaii (Der König des Rock'n'Roll /  Virtuelle Macht)
8. Tears in My ’fro (Der König des Rock'n'Roll)
9. I’d Pawn My Gold Crown for You (Der doppelte Professor)
10. Hush, Hush (Der Königssohn)
11. Prices are the Lowest Here … (Fröhliche Weihnachten)
12. Silent Night (Fröhliche Weihnachten)
13. Way Over Yonder (Exodus – Teil 2)
14. Angel (Quinn außer Gefecht)
15. He Must Be Dreaming (Gangster Blues)
16. Downtown Brown (Spaß ohne Grenzen)

### Weitere Songs
1. Love Is For Sale (1985 in Miami Vice)